# Hermann Tertsch (Politiker)

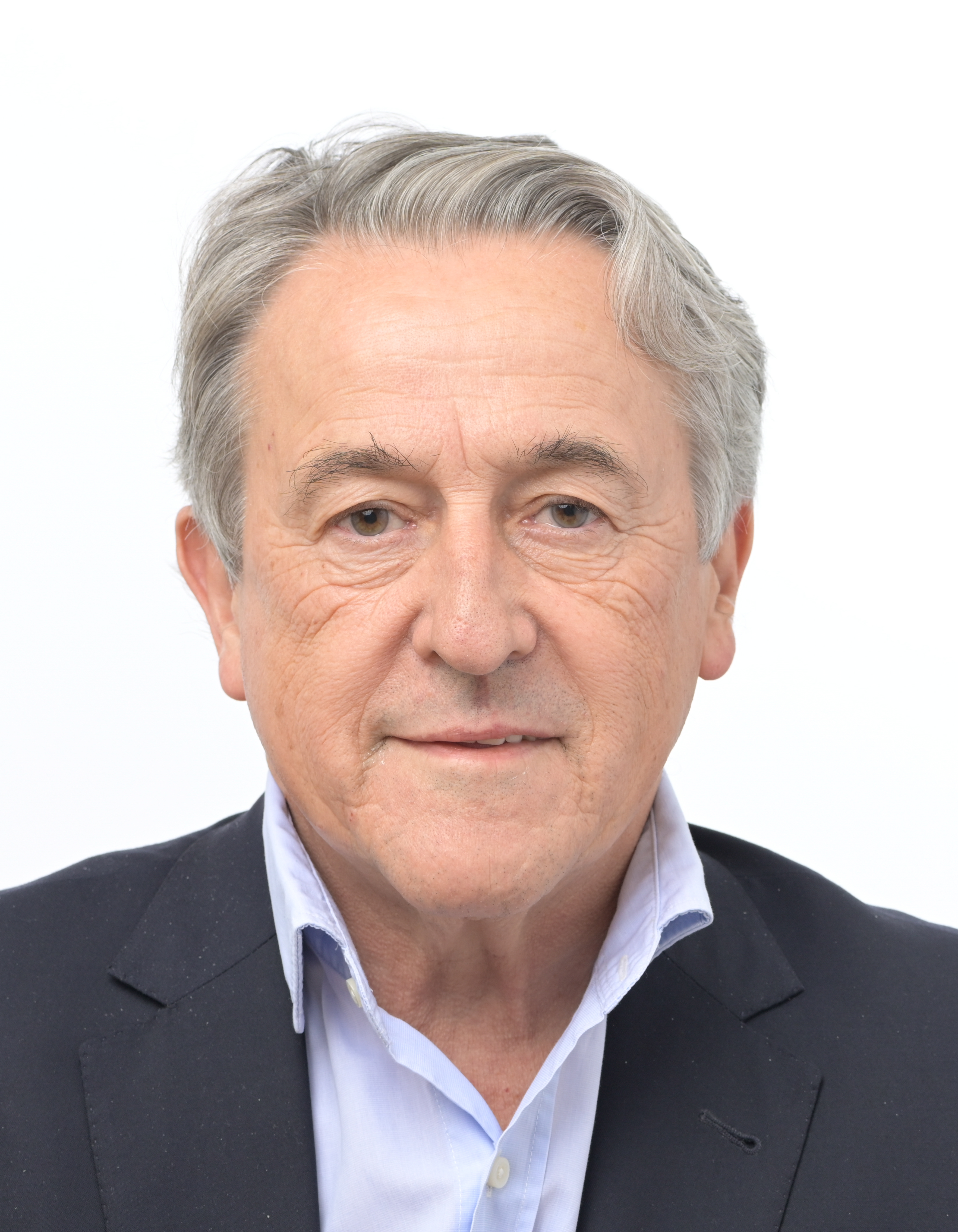
Hermann Tertsch (2024)

Hermann Leopold Tertsch del Valle-Lersundi (spanische Aussprache: [ˈxeɾman ˈteɾtʃ]; geboren am 9. April 1958 in Madrid) ist ein spanischer Journalist, Rechtsanwalt und Politiker. Seit 2019 ist er Mitglied des Europäischen Parlaments für die Partei Vox, die derzeit den Europäischen Konservativen und Reformisten (EKR) angehört.

## Biografie
Tertsch wurde am 9. April 1958 in Madrid geboren, als Sohn von Ekkehard Tertsch (1906–1989), einem österreichisch-deutschen Diplomaten und Journalisten, der ein enger Mitarbeiter von Josef Hans Lazar war, ebenfalls ein österreichischer Diplomat und Journalist und der wichtigste Nazi-Propagandist in Spanien während des Zweiten Weltkriegs. Über seine Mutter Felisa Maria de Iciar del Valle Lersundi y del Valle ist er ein Cousin von Loyola de Palacio und Ana de Palacio. In seiner Jugend war er Mitglied der Kommunistischen Partei des Baskenlandes (PCE-EPK).
Von Wien aus wurde Tertsch 1982 Korrespondent für die spanische Presseagentur EFE und berichtete über Mittel- und Osteuropa. Bald darauf, 1983, begann er für die Zeitung El País als Korrespondent in Bonn zu arbeiten. Er berichtete über die Jugoslawienkriege, wobei er einen ausgeprägt antiserbischen Standpunkt vertrat. Er wurde regelmäßiger Kolumnist und war eine Zeit lang Redakteur für die Kommentarseiten der Zeitung. Im Laufe der Jahre wurde er zu einem regelmäßigen Radiogast bei der Cadena SER, Radio Nacional de España und Onda Cero.
2007 verließ er El País und wurde kurz darauf politischer Meinungsautor bei der konservativen Zeitung ABC. Außerdem wurde er von Telemadrid eingestellt und übernahm 2008 die Moderation des Morgenmagazins Diario de la noche und löste damit Fernando Sánchez Dragó ab. Nach einigen Wochen der Genesung, da er im Dezember 2009 bei einer "Kneipenschlägerei" in der Madrider Pianobar Toni 2 Verletzungen erlitt, gab er die Moderation auf. (Er behauptete, er sei Opfer einer vorsätzlichen Prügelstrafe durch „Fachkräfte“ geworden.)
Im April 2019 gab Tertsch bekannt, dass er mit der Partei Vox für die Europawahl 2019 in Spanien kandidieren wolle. Da die Partei bei der Wahl drei Sitze gewann, wurde er zum MdEP gewählt. Er trat dem Ausschuss für auswärtige Angelegenheiten (AFET) bei sowie der Delegation im Gemischten Parlamentarischen Ausschuss EU-Mexiko (D-MX) und der Delegation in der Parlamentarischen Versammlung Europa-Lateinamerika (DLAT), wobei er in letzterem Gremium den stellvertretenden Vorsitz innehatte.
Nach der Ankündigung der voraussichtlichen Regierungsbildung in Spanien unter Pedro Sánchez im Januar 2020 nach den Parlamentswahlen im November 2019 forderte Terstch, der gerade aus Bolivien zurückgekehrt war, einen Militärputsch im Land, um die Regierungsbildung zu beenden, die er als „offensichtlichen putschistischen Prozess zur Zerstörung Spaniens als Nation“ bezeichnete.
Er ist Unterzeichner der Charta von Madrid der Denkfabrik Disenso und des Forum Madrid und schließt sich damit einer von Vox organisierten Allianz rechter und rechtsextremer Personen an.

## Auszeichnungen
- Spanischer Journalistenpreis Cirilo Rodríguez der Presseagentur von Segovia (APS) (1989)[18]
- Goldenes Kreuz des Ungarischen Verdienstordens (2019)[19]
- Verdienstorden der Republik Polen (2022) unter Andrzej Duda[20]